# Peter Lovesey
Peter Harmer Lovesey, född 10 september 1936 i Whitton i nuvarande Richmond upon Thames, London, död 10 april 2025 i Shrewsbury, Shropshire, var en brittisk kriminalförfattare.

## Biografi
Peter Lovesey utbildades vid Hampton Grammar School och läste sedan engelska vid Reading University. Han tog examen 1958 och året därefter gifte han sig med Jaqueline Ruth Lewis. Strax efter examen gjorde Lovesey tre års tjänstgöring i brittiska flygvapnet. 1961 eller 1959 fick Lovesey en tjänst som föreläsare i engelska vid Thurrock Technical College i Essex. 
Han blev intresserad av den viktorianska tidens sportutövning, och 1968 publicerades hans första bok, The Kings of Distance, om fem långdistanslöpares karriärer och liv. 1969 fick han ansvaret för hela utbildningen vid Hammersmith College for Further Education, en post som han innehade ända tills han blev författare på heltid 1975.
1970 kom Loveseys första deckare, Wobble to Death, om den viktorianske Sergeant Richard Cribb vid Scotland Yard. Den följdes av flera med samma huvudperson. Efter åtta böcker fick Lovesey erbjudande om att böckerna skulle filmas för TV. Tillsammans med sin hustru skrev Lovesey då manus till 14 långfilmslånga avsnitt, varav 6 var helt nyskrivna för TV. Serien Cribb visades med början 1980 i flera länder.
Efter böckerna om Cribb skrev Lovesey flera fristående deckare, samt tre thrillers under pseudonymen Peter Lear. 1987 inledde han en ny serie kriminalromaner som utspelar sig i den viktorianska tiden, med Albert Edward, Prins av Wales som detektiv.
1991 utkom The Last Detective (på svenska 1994 som Den siste detektiven). Här introduceras en ny huvudperson, Peter Diamond, en cynisk polis i nutidens Bath. Boken var från början tänkt att vara fristående, men efter att den blivit framgångsrik fortsatte Lovesey att skriva om Diamond  – det blev till slut 22 böcker med honom som huvudperson.
I boken The Circle från 2005 introducerade Lovesey den kvinnliga kriminalpolisen Hen Mallin, som därefter återkommit i The Headhunters 2008.
Peter Lovesey bodde under många år nära Chichester i West Sussex, men avled i sitt hem i Shrewsbury i Shropshire 2025. Han hade en son och en dotter, varav sonen, Phil Lovesey, också skriver deckare.

### Skönlitteratur
- Wobble to Death  (1970) (Sergeant Cribb)
- The Detective Wore Silk Drawers  (1971) (Sergeant Cribb)
  - Polisen går i ringen (anonym översättning, Plus, 1978)
- Abracadaver  (1972) (Sergeant Cribb)
  - Abrakadaver (översättning Sune Karlsson, Plus, 1980)
- Mad Hatter's Holiday (1973) (Sergeant Cribb)
- Invitation to a Dynamite Party (1974)  (Sergeant Cribb)
- A Case of Spirits  (1975) (Sergeant Cribb)
  - Se i syne och Tre noveller (översättning Pelle Fritz-Crone, Bra böcker, 1984)
- Swing, Swing Together  (1976) (Sergeant Cribb)
  - Dödvatten (översättning Astrid Borger, Trevi, 1978)
- Goldengirl  (1977) (som Peter Lear)
- Waxwork (1978) (Sergeant Cribb)
  - Vaxdockan (översättning Astrid Borger, Plus, 1979)
- Spider Girl (1980) (som Peter Lear)
- The False Inspector Dew (1982)
  - Den falske kommissarie Dew (översättning Line Ahrland, Bra böcker, 1983)
- Keystone  (1983)
  - Keystone (översättning Sam J. Lundwall, Bra böcker, 1985)
- Butchers and Other Stories of Crime (noveller, 1985)
- Rough Cider  (1986)
  - Bitter skörd (översättning Nils Larsson , Bra böcker, 1987)
- The Secret of Spandau (1986) (som Peter Lear)
- Bertie and the Tinman  (1987)
  - En hästkarls ändalykt: ur kung Edward VII:s liv som detektiv (översättning Björn Olson, Bra böcker, 1988)
- On the Edge (1989)
  - På håret (översättning Peter Carlsson, Bra böcker, 1989)
- Bertie and the Seven Bodies  (1990)
  - Bertie och de sju liken (översättning Elisabet Fredholm, Bra böcker, 1991)
- The Last Detective (1991) (Peter Diamond)
  - Den siste detektiven (översättning Elisabet Fredholm, Bra böcker, 1994)
- Diamond Solitaire (1992) (Peter Diamond)
- Bertie and the Crime of Passion  (1993)
- The Summons (1995) (Peter Diamond)
  - Rosor till en död (översättning Elisabet Fredholm, Bra böcker, 2000)
- The Crime of Miss Oyster Brown and Other Stories (noveller, 1995)
- Bloodhounds (1996) (Peter Diamond)
- Upon a Dark Night (1998) (Peter Diamond)
- Do Not Exceed the Stated Dose (1998)
- The Vault (1999) (Peter Diamond)
- The Reaper (2000)
  - Liemannen (översättning Kerstin Fredholm Bernhoff, Bra böcker, 2002)
- The Sedgemoor Strangler and Other Stories of Crime (noveller, 2002)
- Diamond Dust (2002) (Peter Diamond)
  - Diamonds dilemma (översättning Anders Emilson, Bra böcker, 2004)
- The House Sitter (2003) (Peter Diamond)
- The Circle (2005) (Hen Mallin)
- The Secret Hangman (2007) (Peter Diamond)
- The Headhunters (2008) (Hen Mallin)

### Fackböcker
- The Kings of Distance (1968)
- The Guide to British Track and Field Literature (1969, tillsammans med Tom McNab)
- The Official Centenary History of the Amateur Athletic Association (1979)
- An Athletics Compendium (2001, tillsammans med Tom McNab och Andrew Huxtable)

## Priser och utmärkelser
Peter Lovesey har fått många priser runt om i världen. Han har fått både Gold Dagger och Silver Dagger, från Crime Writers' Association, där han var ordförande 1991–1992. År 2000 fick han organisationens högsta utmärkelse Cartier Diamond Dagger Award för sitt författarskap. 
- The Silver Dagger 1978 för Waxwork
- The Gold Dagger 1982, för The False Inspector Dew
- Grand prix de littérature policière 1985, för Trois flics dans un canot (Swing, Swing Together)
- Prix du Roman d'Aventures 1987, för Le médium a perdu ses esprits (A Case of Spirits)
- The Anthony Award 1991, för The Last Detective
- Ellery Queen's Mystery Magazine Readers Award 1991, för novellen The Crime of Miss Oyster Brown
- The Silver Dagger 1995, för The Summons
- The Silver Dagger 1996, för Bloodhounds
- The Macavity Award 1997, för Bloodhounds
- The Barry Award (Deadly Pleasures Magazine) 1997, för Bloodhounds
- The Cartier Diamond Dagger 2000
- The Macavity Award 2004, för The House Sitter
- The Short Story Award 2007 för Needle Match